# Швабенгау
Швабенгау или Свебенгау (на немски: Schwabengau, Suebengau, Suavia, Suevon, Nordosquavi) е през Средновековието гау-графство в днешна Саксония-Анхалт в Германия.
Разположено е източно от Кведлинбург до река Заале, и е отделно от югозападното германско Херцогство Швабия. Името свеби (свеви) базира от произведението на Тацит Германия, капител 38, от 98 г.

## Графове в Швабенгау
- Зигфрид фон Мерзебург († 937), също Зигфрид фон Остмарк, от 932 г. граф в Швабенгау
- Фридрих II († 945), от 937 г. граф в Харцгау и Швабенгау
- Фолкмар I († пр. 961), негов син, граф в Харцгау и Швабенгау
- Христиан († ок. 950), граф в Швабенгау и гау Зеримунт, от род Билунги
- Титмар I фон Майсен († 978), негов син, от 944 г. граф в Швабенгау, от 965 г. маркграф на Северната марка (Нордмарк)
- Ходо I († 993), маркграф на Марка Лужица, граф в Швабенгау 974–993
- Рикдаг († 985), маркграф на Майсен, Мерзебург и Цайц, 985 г. граф в Швабенгау
- Карл († 1014), негов син, 992 граф в Швабенгау, 993–1010
- Дитрих фон Халденслебен († 985), граф в Швабенгау, от 965 г. първият маркграф на Северната марка (Нордмарк)
- Дитрих I († 1034), от род Ветини, граф на Ветин, негов зет, от 1015 г. граф в Швабенгау, от 1032 г. маркграф на Марка Лужица
- Дедо I († 1075), негов син, от 1046 г. като маркграф на Марка Лужица и граф в Южен Швабенгау
- Бернхард I († 1018), граф в Швабенгау, от 1009 г. маркграф на Северната марка
- Лотар Удо I, от 1037 г. граф в Швабенгау
- Геро(† 1015), граф в Швабенгау 1010–1015
- Титмар II († 1030)), от род Билунги, граф в Швабенгау 1015–1030
- Ходо II († 1032), негов син, граф в Швабенгау 974 – 993, маркграф на Лужица
- Дитрих I († 1034), от род Ветини, граф на Ветин, негов зет, от 1015 г. граф в Швабенгау, от 1032 г. първият маркграф на Марка Лужица
- Езико фон Баленщет († 1059/1060), Аскани, граф на Баленщет и граф в Швабенгау
- Адалберт II фон Баленщет († 1080), негов син, 1063 граф в Швабенгау и Зеримунт

Швабенгау е след Езико главна територия на Асканите и заедно със съседното гау Зеримунт образува по-късното княжеството Анхалт.